# パキディスカス科
パキディスカス科（学名：Pachydiscidae）は、デスモセラス上科に属する中期および後期白亜紀に生息したアンモナイトの科。

## 概要
デスモセラス科から進化したパキディスカス科は、前期セノマニアンのコッスマティセラス科とほぼ同時期に進化したが、マーストリヒチアンまで生息し、事実上白亜紀の終わりまで生息した。

## 属
- アナパキディスカス Yabe and Shimizu, 1926
- バスカニセラス Wright and Kennedy, 1984
- カナドセラス Spath, 1922
- エオパキディスカス Wright, 1955
- ユーパキディスカス Spath, 1922
- レウェシセラス Spath, 1939
- メヌイテス Spath, 1922
- ノワキテス
- パキディスカス Zittel, 1884
- ウラカウィテス Matsumoto, 1955

## 分布
パキディスカス科の化石は、アンゴラ、南極、アルメニア、オーストラリア、オーストリア、ベルギー、ブラジル、ブルガリア、チリ、チェコ、デンマーク、フランス、ドイツ、ハイチ、インド、ジャマイカ、日本、メキシコ、オランダ、ナイジェリア、オマーン、ロシア、南アフリカ、スペイン、トルコ、アメリカ、ウズベキスタンなど、世界中の白亜紀の地層から発見されている。